# Marija Okťabrskaja
Marija Okťabrskaja (21. červencejul./ 3. srpna 1902greg. – 15. března 1944) byla mechaničkou a sovětskou řidičkou tanku bojující proti nacistickému Německu. Okťabrskaja se narodila v roce 1905 na Krymu jako jedno z 10 dětí do rodiny chudých zemědělců. V roce 1925 potkala svého manžela Ilju, který byl sovětský důstojník. Po vypuknutí druhé světové války byl její manžel povolán do bojů blízko Kyjeva, kde však v boji s německými vojáky zemřel. Jakmile se to Marija dozvěděla, poslala dopis Stalinovi, ve kterém psala, že se chce pomstít nacistům a proto posílá všechny své úspory Národní bance, aby se mohl pro ni postavit tank. V září 1943 byla poslána k 26. tankové brigádě jako řidička a mechanička. V lednu 1944 ji zasáhly střepiny z protitankové střely do hlavy.